# Django, prépare ton exécution
Pour les articles homonymes, voir Django.
Pour plus de détails, voir Fiche technique et Distribution.
Django, prépare ton exécution (Execution) est un western spaghetti italien sorti en 1968, réalisé par Domenico Paolella.

## Synopsis
Clint Clips, un chasseur de primes, et une bande de mexicains sont sur les traces de John Coler, accusé d'avoir dérobé un montant important d'or de l'armée américaine. Clint croit le reconnaître au milieu d'une compagnie d'artistes de cirque dirigés par Burt. Quand Clint arrête celui qu'il croit être Coler, surviennent les mexicains qui s'emparent de lui et de son prisonnier. Ils les soumettent à la torture, espérant faire parler Coler. Celui qu'on prend pour John Coler se révèle être son frère, Bill Coler, qui met tout de même les uns et les autres sur la piste de son frère John.
Parvenu à se libérer, Bill arrive au pays où son frère se cache avant les bandits mexicains. Il sauve alors la vie de son frère, mais désire rendre l'or, ce qui n'est l'avis ni de John, ni de Burt qui s'empare de la carriole avec l'or. Bill et Burt luttent pour la carriole, et Burt tombe à terre, ce qui permet à Bill de rendre l'or à l'armée. John a été arrêté par l'armée, entre-temps, et grâce à l'intervention de Bill, aura une peine allégée. Quand Bill revient au lieu de la bagarre avec Burt, il le retrouve mort, car dans sa chute il avait heurté une pierre. La dernière scène montre le chagrin de Bill, qui ensevelit son ami Burt et ses armes.

## Fiche technique
- Titre français : Django, prépare ton exécution
- Titre original : Execution
- Titre allemand : Django - Die Bibel ist kein Kartenspiel
- Genre : western spaghetti
- Réalisateur : Domenico Paolella
- Scénario : Domenico Paolella, Fernando Franchi et Giancarlo Zagni
- Production : Fernando Franchi, Gianfranco Malaspina et Alexander Akhohen pour Cinematografica Mercedes, Ronbi International Films
- Photographie : Aldo Scavarda
- Montage : Alfonso Mulà
- Effets spéciaux : Aldo Gasparri
- Musique : Lallo Gori
- Décors : Nicola Tamburro et Luciano Vincenti
- Maquillage : Gianni Amadei
- Année de sortie : 1968
- Format d'image : Eastmancolor
- Durée : 88 min
- Pays de production :  Italie,  Israël
- Distribution en Italie : Cineriz
  - Le film obtient le visa de censure n. 52.224, le 14 août 1968
  - Date de sortie en salle en France : 15 juillet 1970[1]

## Distribution
- John Richardson : Bill Coler / John Coler
- Mimmo Palmara (sous le pseudo de Dick Palmer) : Clint Clips
- Franco Giornelli : Charlie Donovan
- Piero Vida : Burt
- Rita Klein : Carol
- Néstor Garay : Juarez
- Dalia Lahav Zagni : Luana
- Romano Magnino : Sancho
- Angelo Susani : Don
- Lucio De Santis : sergent
- Giovanni Ivan Scratuglia

## Tournage
Les scènes extérieures ont été tournées en Israël.